# Elisabet de la Trinitat
Elisabeth de la Trinitat, també coneguda com a Élisabeth Catez (Avord, 18 de juliol de 1880 – Dijon, 9 de novembre de 1906), va ser una monja catòlica i mística francesa de l'orde dels Carmelites Descalços. Beatificada el 1984, va ser proclamada santa pel Papa Francesc en 2016.

## Biografia
Va néixer al camp militar d'Avord, al barri francès de Farges-en-Septaine (departament de Cher), la filla major del Capità Joseph Catez i Marie Rolland. El pare d'Elisabeth va morir sobtadament quan ella tenia set anys.
La petita "Sabeth", com se la coneixia, tenia un temperament molt viu. Després de rebre la seva primera comunió el 1891, Elisabeth es va tornar més moderada i oberta a la relació amb Déu (especialment amb la Trinitat, els meus Tres, com els deia) i amb el món. Va començar a servir al cor parroquial i fer gestos de caritat concrets, com ajudar els malalts i ensenyar el catecisme als nens que treballaven a la fàbrica.

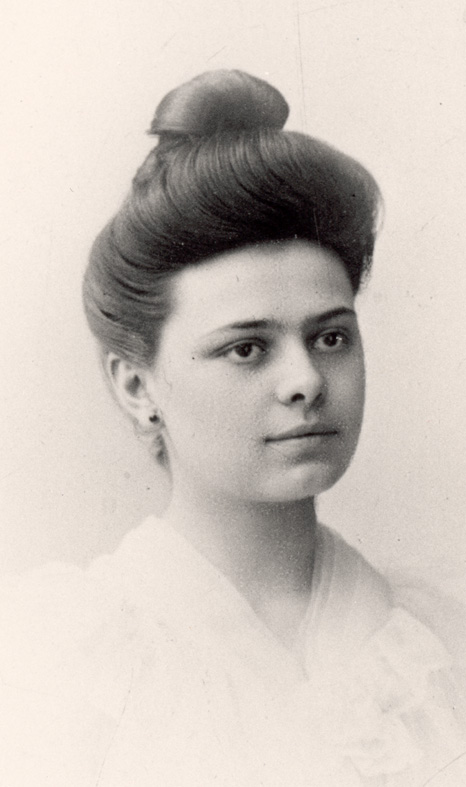
Elisabet als 20 anys.

En arribar a la majoria d'edat, Élisabet, malgrat la forta oposició maternal i rebutjant nombroses propostes de matrimoni, va seguir la seva vocació i ingressà a les Carmelites Descalces, al monestir que estava a dos-cents metres de casa seva a Dijon.
Elisabeth ingressà al Carmel de Dijon el 2 d'agost de 1901, prenent el nom d'Elizabeth de la Trinité. Ella va dir: «Trobo al Senyor a tot arreu, tant fent la bugada com quan em recullo en la pregària».
Com en totes les experiències espirituals, es van alternar moments de gran zel amb períodes d'extrema aridesa i de foscor interior. Isabel en els seus escrits anava reflectint la seva situació.

Al final de la seva vida comença a referir-se a ella mateixa i a signar com Laudem Gloriæ, Lloança de la Glòria; i afirma que aquest serà el seu nom al cel. Tot va començar en descobrir aquest passatge de Sant Pau:

«Beneït sigui el Déu i Pare de nostre Senyor Jesucrist, que ens ha beneït en Crist amb tota mena de benediccions espirituals dalt al cel. Ens escollí en ell abans de crear el món, perquè fóssim sants, irreprensibles als seus ulls. Per amor ens destinà a ser fills seus per Jesucrist, segons la seva benèvola decisió, a lloança i glòria de la gràcia que ens ha concedit en el seu Estimat. (...) Volia que fóssim lloança de la seva glòria, nosaltres que des del principi tenim posada en Crist la nostra esperança.»
La meditació d'aquest passatge de la Bíblia marcà profundament la seva vocació. I el gener de 1906 va fer de la Lloança de la Glòria el centre de la seva espiritualitat: 
El meu somni és ser Lloança de seva Glòria. Vaig descobrir això a Sant Pau, i el meu Espós em va fer entendre que aquesta era la meva vocació des de l'exili.
També solia dir:
| « | Crec que, en el paradís, la meva missió serà dirigir les ànimes més enllà d'elles mateixes, per precipitar-se a Déu amb un simple moviment d'amor, i mantenir-les en aquest fèrtil silenci que permet a Déu comunicar-se a elles i convertir-les en Ell. | » |

Elisabet de la Trinitat va morir als 26 anys, afectada per la malaltia d'Addison, que al començament del segle xx encara no tenia cura. Malgrat que era segura la seva mort imminent, Isabel no es va desanimar, i amb molt de gust va acceptar el que -va dir- era "un gran regal". Les seves últimes paraules van ser: «Vaig cap a la Llum, l'Amor, la Vida!».

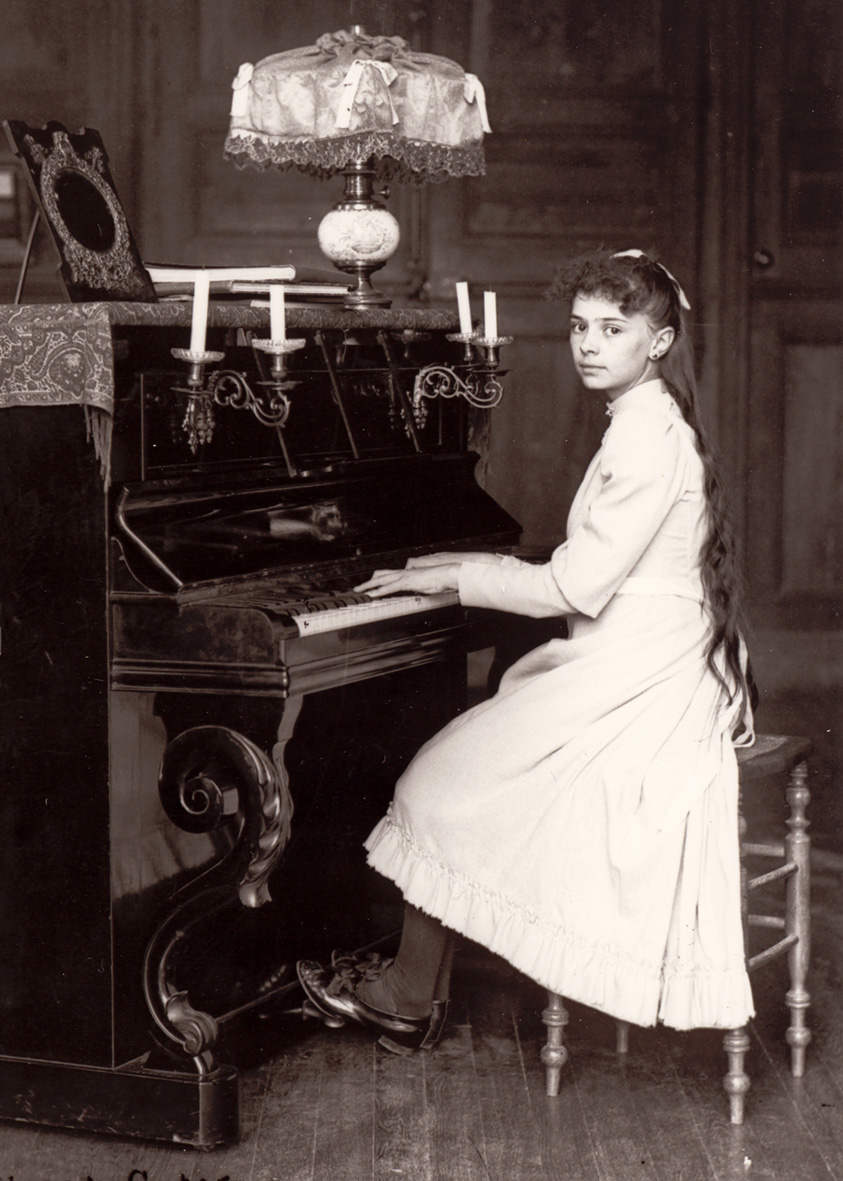
Elisabet tocant el piano.

## Trinitat que jo adoro
El 21 de novembre de 1904, festa mariana on la comunitat carmelitana de Dijon renova els seus vots, Elisabet de la Trinitat va escriure l'oració "Oh Déu meu, Trinitat que jo adoro" com a dedicació total d’ella mateixa a la Trinitat, "Déu tot amor" que adora i que viu en cadascun de nosaltres. El text és el següent:
Oh Déu meu, Trinitat que jo adoro, ajudeu-me a oblidar-me per complet de mi i romandre en Vos, serena i tranquil·la, com si la meva ànima estigués ja en l'eternitat. Que res no alteri la meva pau ni em faci sortir de Vós, oh el més fidel, sinó que cada instant em porti més amagada en la profunditat del vostre Misteri. Pacifiqueu la meva ànima, feu-ne el vostre cel, vostra estança estimada i el lloc del vostre repòs. Que no us deixi mai sol, que jo hi sigui tota, vetllant i desperta en la fe, tota adorant, lliurada enterament a la vostra Acció creadora.
Oh mon Crist estimat, crucificat per amor, voldria ser una esposa pel vostre Cor, voldria omplir-vos de glòria, estimar-vos... fins a morir! Però sento la meva impotència i us demano de “revestir-me de Vós”, d’identificar la meva ànima amb els moviments de la vostra. Submergiu-me en Vos, envaïu-me, que el vostre ésser substitueixi al meu, per tal que la meva vida sigui una irradiació de la vostra Vida. Veniu a mi com Adorador, com a Reparador i com a Salvador.
Oh Verb Etern, Paraula del meu Déu, jo vull passar la vida escoltant-vos, fer-me deixeble per aprendre-ho tot de Vos. I després, a través de totes les nits, dels buits i les impotències, vull mirar-vos sempre i romandre sota la vostra gran Llum; oh mon Astre estimat, fascineu-me per què mai més m'allunyi de la vostra resplendor.
Oh foc que consumeix, Esperit d’amor, "descendiu sobre mi" per tal que es faci en la meva ànima com una encarnació del Verb: que jo li sigui una segona humanitat, en la qual Ell renovi tot el seu Misteri; I Vós, Oh Pare, inclineu-vos fins a la vostra pobre i petita criatura, “cobriu-la amb la vostra ombra”, no veieu en ella sinó el “Fill molt Estimat en qui us heu complagut".
Oh, els meus Tres! El meu Tot, la meva Benaurança, Unitat infinita, Immensitat on em perdo, jo em lliuro a Vós com una víctima d'amor. Embolqueu-vos en mi, i que jo m'embolcalli en Vós, esperant d’arribar a contemplar en la vostra Llum l’abisme de les vostres grandeses.
Aquest text ha servit de base per nombroses composicions musicals, adoptades per corals polifòniques i cantades a actes litúrgics d'adoració i lloança.

## Culte

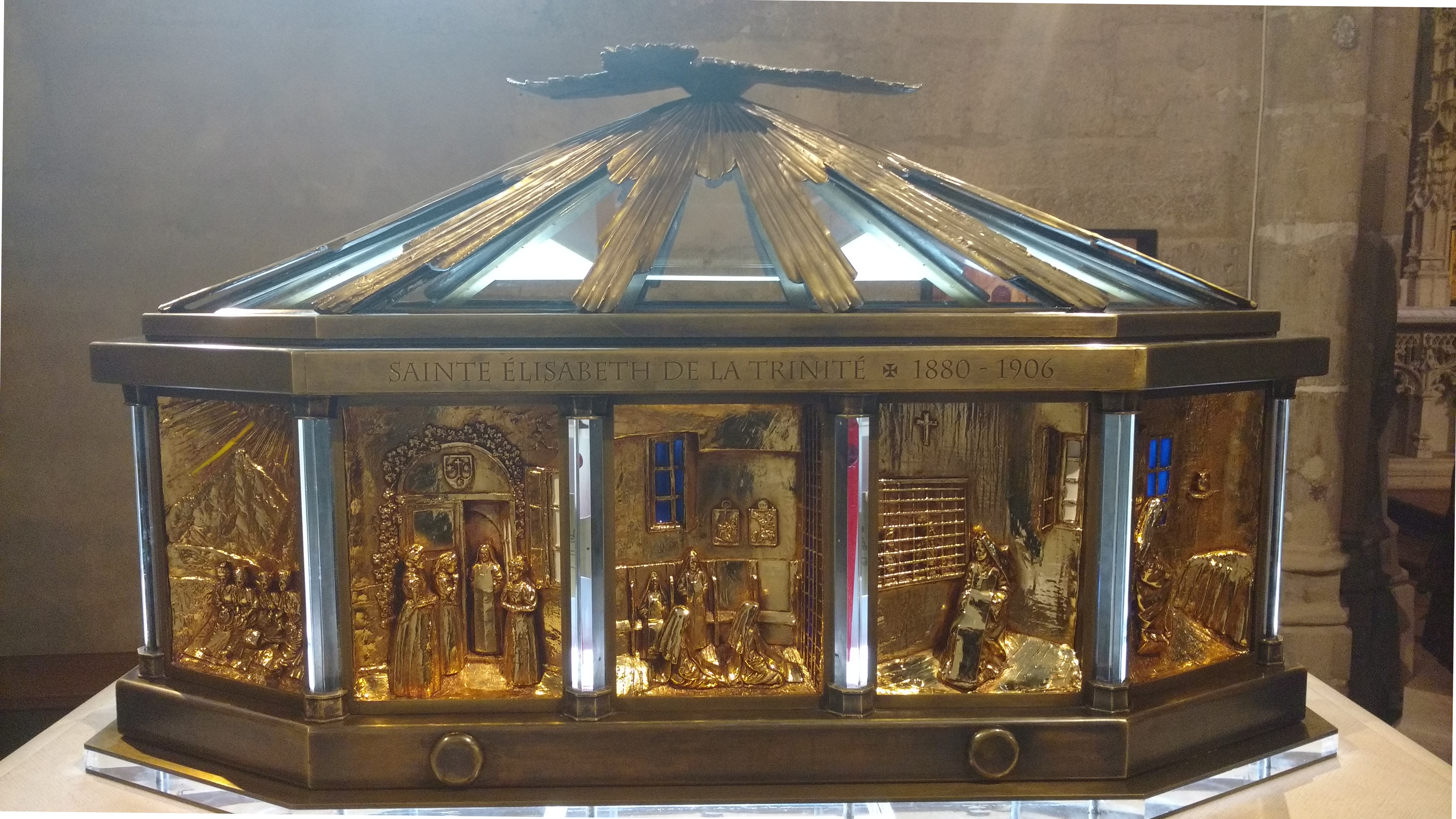
Relicari, església Saint Michel, Dijon

Va ser beatificada pel papa Joan Pau II el 25 de novembre de 1984 (memòria litúrgica el 9 de novembre):
| «                  | A Dijon, a França, la Beata Isabel de la Trinitat Catez, verge de l'Ordre dels Carmelites Descalços, que des de la infància mirava i mirava profundament al cor del misteri de la Trinitat i, encara jove, enmig de moltes tribulacions, s'uní, com ho havia desitjat, a l'amor, la llum i la vida | » |
| — Martirologi romà | |   |

El 4 de març de 2016, el papa Francesc promulgà el decret pel qual es reconeix com a miraculosa i obtingut mitjançant la intercessió de la Beata Isabel de la Trinitat la curació, el 2002, Marie-Paule Stevens, professora, que patia el síndrome de Sjögren-Goujerot; la canonització es va dur a terme el 16 d'octubre de 2016.
Santa Elisabet de la Trinitat és un dels patrons dels malalts i orfes.

## Nota
1. ↑  [enllaç sense format] https://carmeloquart.wordpress.com/i-santi-del-carmelo/elisabetta-della-trinita/
2. ↑   Efesis 1:3-6,12.
3. ↑  «Prière en catalan [corregits errors de traducció]». Arxivat de l'original el 2020-11-16. [Consulta: 8 novembre 2020].
4. ↑  «Choeur Mal'ak Orléans. Trinité que j'adore.».
5. ↑  «Concert Saint Jean-Paul 2 - Juin 2018 - Trinité que j'adore».
6. ↑  «Trinité que j'adore - CHORALE LA VILLANELLE DE FECHAIN».
7. ↑  «Ô mon Dieu, Trinité que j'adore · Raoul Mutin».
8. ↑  «Ô mon Dieu, Trinité que j'adore - Anne Olivet».
9. ↑  «Trinité que j'adore - Erwan de Gevigney».
10. ↑  «Canonisation d'Elisabeth». [Consulta: 8 novembre 2020].